# 和田修二
和田 修二（わだ しゅうじ、1932年4月8日 - ）は、日本の教育学者、 京都大学名誉教授、名古屋女子大学教授。オランダのユトレヒト大学に留学、マルティヌス・ヤン・ランゲフェルドに師事。専門は教育学、教育哲学、教育人間学、臨床教育学。

## 経歴
千葉県生まれ、実存哲学、とりわけマルティン・ハイデッガー研究から出発。京都大学大学院教育学研究科在学中に「ニヒリズムと思考の転回」「実存における真理と自由」「教育における魔的なもの」などの論文を発表(いずれも『京都大学教育学部紀要』に所収)。奈良女子大学講師時代の1963年、オランダ政府給費留学生としてユトレヒト大学のマルティヌス・ヤン・ランゲフェルドに師事し、帰国後、精力的にランゲフェルドの著作や論文を翻訳、紹介している。
1967年から京都大学教育学部助教授、のちに教授、教育学部長を経て、同大学名誉教授となった。
この間、1983年に「規範的実践的な子どもの人間学としての教育学」により、京都大学より教育学博士を取得した。
1996年に京都大学を定年退官して、佛教大学の教授となり、さらに2006年より名古屋女子大学教授を務めた。
敗戦による価値観の転換を体験した世代として、教育学をこころざしながらもニヒリズムからの出発を余儀なくされたが、ランゲフェルドとの出会いによって転換できたと後に語っている。そのため、彼の教育学の根底には生命に対する自覚と責任が常に伴う。とりわけ、教育人間学の分野で、教育の根本問題として子どもという人間の本質的把握の必要性を説く。
また、1988年には、国内初となる「臨床教育学専攻」が京都大学大学院に設置されたが、この設置に多大な貢献をしている。実際的な教育経験の学としての教育学の創出を目指し、教育学研究と現職教員の再教育、研修との両分野に影響を与えている。
2010年秋の叙勲で、瑞宝中綬章を受章した。

## 著書
- 『子どもの人間学（教育学全集22）』第一法規出版,1982年
- 『教育する勇気』玉川大学出版部,1995年
- 『改訂版教育的人間学』放送大学教育振興会,1998年
- 『教育の本道』玉川大学出版部,2002年

### 訳著
- M.J.ランゲフェルド『教育の人間学的考察』未來社,1966年
- M.J.ランゲフェルド『教育の理論と現実　教育科学の位置と反省』(監訳)未來社,1972年
- M.J.ランゲフェルド『よるべなき両親』(監訳)玉川大学出版部,1980年
- M.J.ランゲフェルド『教育と人間の省察』(監訳)玉川大学出版部,1974年

### 共編著
- 『人間の生涯と教育の課題 -新自然主義の教育学試論』昭和堂,1988年
- 『順霊の綴錦織ー世界平和の祈願に生きた 遠藤虚籟・秋野の芸術と思想 』燈影舎,1994年
- 『教育的日常の再構築』玉川大学出版部,1996年
- 『道徳教育』共同出版,1996年
- 『臨床教育学』アカデミア出版会,1996年
- 『何が親と教師を支えるか ー日米双方から見た教育再生への提言ー』ナカニシヤ出版,2000年
- 『敵味方をこえて平和を織る―久松真一と遠藤虚籟に学ぶ「現代日本」の忘れもの』（倉澤行洋）燈影舎,2010年

他多数